# پتانسیل

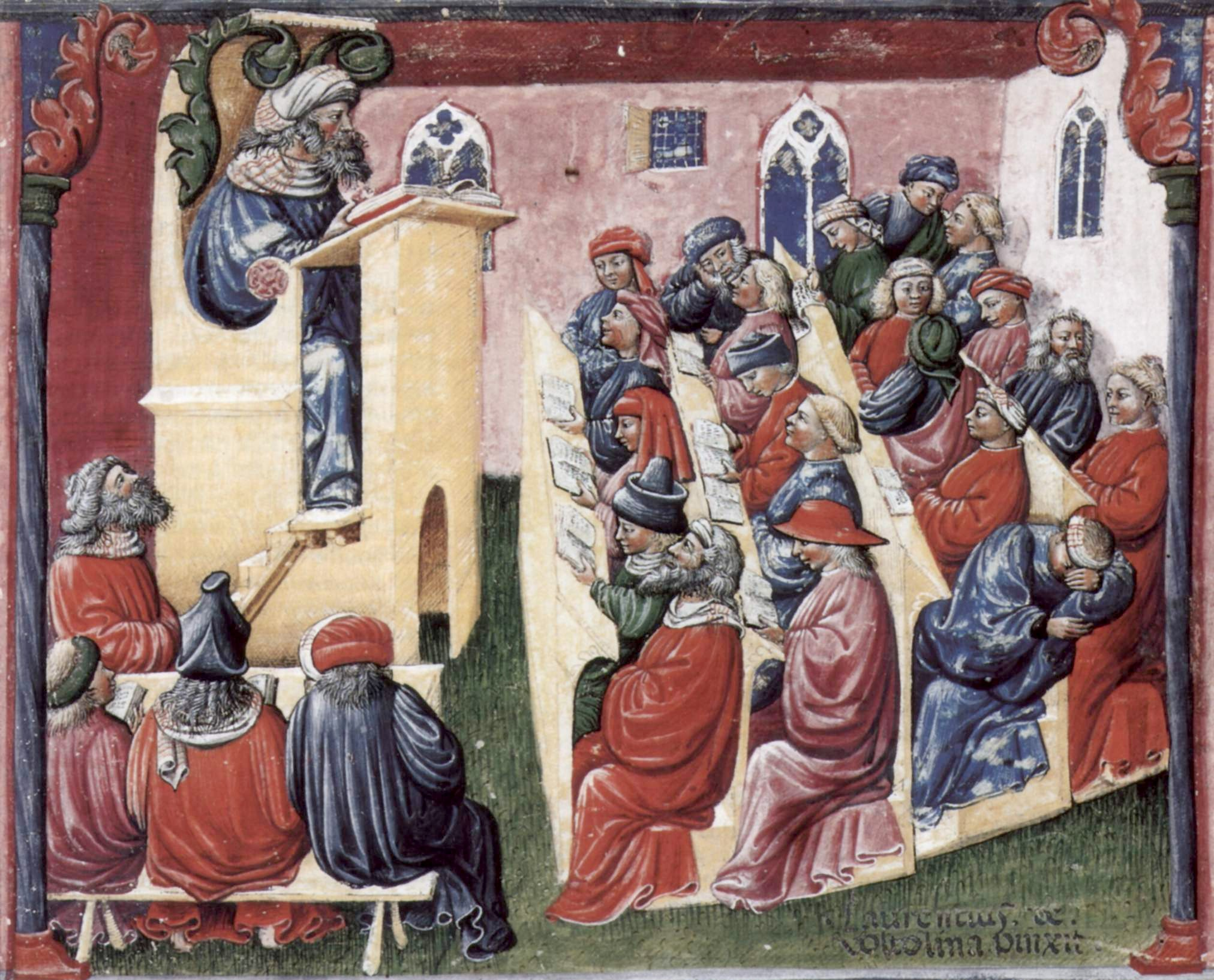
لورنتیوس دِ ولتولینا

پُتانسیِل (به فرانسوی: Potentiel) یا به فارسی تَوَند به‌طور کلی اشاره به توانایی‌هایی که در حال حاضر تحقق نیافته دارد. اصطلاح پتانسیل (بالقوه) در طیف گسترده‌ای از زمینه‌ها از فیزیک تا علوم اجتماعی به کار می‌رود و نشان دهنده چیزهای گوناگونی است که در وضعیتی هستند که امکان تغییر در آنها وجود دارد.
مثال‌ها عبارتند از:
- در زبانشناسی به potential mood
- مطالعه ریاضی پتانسیل با عنوان نظریه پتانسیل؛ این مطالعه از توابع هارمونیک در خمینه استفاده می‌کند.
- در فیزیک ممکن است اشاره به پتانسیل اسکالر یا پتانسیل برداری کند.
  - پتانسیل گرانشی و پتانسیل الکتریکی
  - پتانسیل کولن، پتانسیل وندروالسی، پتانسیل پتانسیل لنارد-جونز و پتانسیل یوکاوا.
  - در الکتروشیمی مجموعه پتانسیل‌های ولتا، الکترود و الکترود استاندارد وجود دارد.
  - در ترمودینامیک پتانسیل به پتانسیل ترمودینامیکی اشاره می‌کند.